# Francesco Colasuonno
Francesco Colasuonno (ur. 2 stycznia 1925 w Grumo Appula, zm. 31 maja 2003 tamże) – włoski duchowny rzymskokatolicki, doktor teologii i prawa kanonicznego, delegat apostolski w Mozambiku w latach 1974–1981, nuncjusz apostolski w Zimbabwe w latach 1981–1985, pronuncjusz apostolski w Jugosławii w latach 1985–1986, nuncjusz apostolski w Polsce w latach 1986–1989, nuncjusz apostolski w ZSRR w latach 1990–1994, nuncjusz apostolski we Włoszech w latach 1994–1998, nuncjusz apostolski w San Marino w latach 1995–1998, kardynał diakon od 1998.

## Życiorys
Studiował w seminariach w Bari i Molfetta, na uniwersytecie w Bari, na Papieskim Uniwersytecie Gregoriańskim w Rzymie (obronił doktoraty z teologii i prawa kanonicznego) i na Papieskiej Akademii Duchownej w Rzymie. Przyjął święcenia kapłańskie 28 września 1947. Wykładał przez pewien czas w seminarium w Bari. W 1960 podjął pracę w służbie dyplomatycznej Stolicy Apostolskiej; początkowo był członkiem personelu Rady Spraw Publicznych Kościoła, w 1962 wyjechał na placówkę do USA, gdzie był kolejno sekretarzem i audytorem delegatury apostolskiej. W latach 1968–1972 był audytorem nuncjatury w Indiach, 1972–1974 radcą nuncjatury i charge d'affaires ad interim w Republice Chińskiej (Tajwanie). Otrzymał tytuły nadzwyczajnego tajnego szambelana (1961), kapelana Jego Świątobliwości (1963), prałata honorowego Jego Świątobliwości (1971).
W grudniu 1974 został mianowany delegatem apostolskim w Mozambiku; otrzymał równocześnie tytularną stolicę arcybiskupią Truentum i odebrał sakrę biskupią 9 lutego 1975 w Bari z rąk kardynała Corrado Ursiego, arcybiskupa Neapolu. W marcu 1981 został pronuncjuszem w Zimbabwe. W styczniu 1985 przeniesiony do pracy w Europie, był początkowo pronuncjuszem w Jugosławii, a w kwietniu 1986 został nuncjuszem z nadzwyczajnymi pełnomocnictwami i szefem delegatury Stolicy Apostolskiej do stałych kontaktów z Polską; przyczynił się do ponownego nawiązania stosunków dyplomatycznych Polski i Watykanu na najwyższym szczeblu. Od marca 1990 był przedstawicielem Stolicy Apostolskiej w ZSRR.
W listopadzie 1994 objął kierownictwo nuncjatury we Włoszech (zastąpił Carlo Furno), które łączył od kwietnia 1995 z funkcją nuncjusza w San Marino. Przeszedł na emeryturę w lutym 1998; jednocześnie Jan Paweł II wyniósł go do godności kardynalskiej, nadając diakonię Sant'Eugenio. W sierpniu 1998 kardynał Colasuonno reprezentował papieża na zakończeniu obchodów 500-lecia ewangelizacji Mozambiku w Maputo w charakterze specjalnego wysłannika.